# Serie B 1961/1962
Soutěžní ročník Serie B 1961/1962 byl 30. ročník druhé nejvyšší italské fotbalové ligy. Konal se od 3. září 1961 do 3. června 1962. 
Nejlepším střelcem se stal italský hráč Renzo Cappellaro (Alessandria), který vstřelil 22 branek.

## Události
Z 1. ligy sestoupil Bari, Neapol a Lazio. Naopak postup ze 3. ligy slavilo po 13 letech Cosenza, po 8 letech Lucchese a po roce se vrátila Modena.
Sezona byla velmi vyrovnaná (pouze 11 bodů nakonec dělilo druhý a poslední tým). Nejlépe celou sezonu zahrál Janov, který vyhrál o 11 bodů před Neapolí a oba se tak vrátili do Serie A. Třetím postupujícím týmem byl nováček Modena. V sestupových příčkách se ocitlo spousta klubů a rozhodovalo se v posledním kole. Zachránilo se Bari, i když bylo potrestáno odečtem 6 bodů. Nakonec sestoupilo Prato a Reggiana. Třetím sestupujícím měla být Cosenza, ale díky potrestání Novary za sportovní přestupek se zachránilo na úkor potrestaného klubu.
Pozoruhodné bylo, že v letošní sezóně dokázala Neapol vyhrát kromě postupu do Serie A také Coppa Italia|italský pohár. Ti tak vyrovnali Vado z roku 1922, jediné dva týmy schopné vyhrát národní pohár, přestože nehrály v nejvyšší soutěži.

## Účastníci
| Klub             | Město                    | Stadion                      | Trenér                                                                                          | Minulá sezona                            |
| ---------------- | ------------------------ | ---------------------------- | ----------------------------------------------------------------------------------------------- | ---------------------------------------- |
| Alessandria      | Alessandria              | Stadio Giuseppe Moccagatta   | Pietro Rava                                                                                     | 7. místo v Serii B                       |
| Bari             | Bari                     | Stadio della Vittoria        | Federico Allasio (1.–21. kolo) Onofrio Fusco                                                    | 16. místo v Serii A (sestup)             |
| Brescia          | Brescia                  | Stadio Mario Rigamonti       | Alberto Eliani (1.–6. kolo) Luigi Bonizzoni                                                     | 15. místo v Serii B                      |
| Catanzaro        | Catanzaro                | Stadio Militare              | Bruno Arcari (1.–29. kolo) Enzo Dolfin                                                          | 10. místo v Serii B                      |
| Como             | Como                     | Stadio Giuseppe Sinigaglia   | Giuseppe Baldini (1.–13. kolo) Francesco Tortarolo + Giulio Cappelli                            | 11. místo v Serii B                      |
| Cosenza          | Cosenza                  | Stadio Emilio Morrone        | Gyula Zsengellér (1.–22. kolo) Paolo Todeschini                                                 | 1. místo ve skupině C v Serii C (postup) |
| Janov            | Janov                    | Stadio Comunale              | Renato Gei                                                                                      | 13. místo v Serii B                      |
| Lazio            | Řím                      | Stadio Flaminio              | Paolo Todeschini (1.–21. kolo) Roberto Lovati + Alfonso Ricciardi (22.–27. kolo) Carlo Facchini | 18. místo v Serii A (sestup)             |
| Lucchese         | Lucca                    | Stadio Comunale              | Leo Zavatti                                                                                     | 1. místo ve skupině B v Serii C (postup) |
| Messina          | Messina                  | Stadio Giovanni Celeste      | Umberto Mannocci                                                                                | 6. místo v Serii B                       |
| Modena           | Modena                   | Stadio Alberto Braglia       | Vittorio Malagoli                                                                               | 1. místo ve skupině A v Serii C (postup) |
| Neapol           | Neapol                   | Stadio San Paolo             | Fioravante Baldi (1.–20. kolo) Bruno Pesaola                                                    | 17. místo v Serii A (sestup)             |
| Novara           | Novara                   | Stadio Enrico Patti          | Carlo Facchini (1.–27. kolo) Evaristo Barrera (28.–31. kolo) Imre Senkey                        | 17. místo v Serii B                      |
| Parma            | Parma                    | Stadio Ennio Tardini         | Mario Genta                                                                                     | 13. místo v Serii B                      |
| Prato            | Prato                    | Stadio Comunale              | Cesare Meucci (1.–34. kolo) László Székely                                                      | 11. místo v Serii B                      |
| Pro Patria       | Busto Arsizio            | Stadio Comunale              | Pietro Magni                                                                                    | 7. místo v Serii B                       |
| Reggiana         | Reggio Emilia            | Stadio Comunale Mirabello    | Luigi Del Grosso (1.–29. kolo) László Székely                                                   | 4. místo v Serii B                       |
| Sambenedettese   | San Benedetto del Tronto | Stadio Fratelli Ballarin     | Alberto Eliani (1.–13. kolo) Angelo Piccioli                                                    | 7. místo v Serii B                       |
| Simmenthal-Monza | Monza                    | Stadio San Gregorio          | Hugo Lamanna                                                                                    | 5. místo v Serii B                       |
| Verona           | Verona                   | Stadio Marcantonio Bentegodi | Bruno Biagini                                                                                   | 15. místo v Serii B                      |

## Tabulka
| Poř. | Tým              | Z  | V  | R  | P  | VG | OG | B  |
| ---- | ---------------- | -- | -- | -- | -- | -- | -- | -- |
| 1.   | Janov            | 38 | 22 | 10 | 6  | 64 | 28 | 54 |
| 2.   | Neapol           | 38 | 15 | 13 | 10 | 44 | 35 | 43 |
| 3.   | Modena           | 38 | 15 | 13 | 10 | 39 | 36 | 43 |
| 4.   | Lazio            | 38 | 14 | 14 | 10 | 50 | 28 | 42 |
| 5.   | Verona           | 38 | 14 | 14 | 10 | 39 | 27 | 42 |
| 6.   | Pro Patria       | 38 | 15 | 11 | 12 | 43 | 38 | 41 |
| 7.   | Messina          | 38 | 14 | 11 | 13 | 53 | 46 | 39 |
| 8.   | Brescia          | 38 | 14 | 9  | 15 | 37 | 36 | 37 |
| 9.   | Simmenthal-Monza | 38 | 13 | 11 | 14 | 37 | 44 | 37 |
| 10.  | Alessandria      | 38 | 13 | 10 | 15 | 45 | 46 | 36 |
| 11.  | Novara           | 38 | 12 | 12 | 14 | 37 | 43 | 36 |
| 12.  | Bari (-6 bodů)   | 38 | 15 | 11 | 12 | 48 | 38 | 35 |
| 13.  | Parma            | 38 | 9  | 17 | 12 | 25 | 33 | 35 |
| 14.  | Sambenedettese   | 38 | 10 | 15 | 13 | 30 | 42 | 35 |
| 15.  | Lucchese         | 38 | 13 | 8  | 17 | 46 | 54 | 34 |
| 16.  | Catanzaro        | 38 | 9  | 16 | 13 | 37 | 50 | 34 |
| 17.  | Como             | 38 | 11 | 12 | 15 | 33 | 46 | 34 |
| 18.  | Cosenza          | 38 | 11 | 11 | 16 | 29 | 46 | 33 |
| 19.  | Reggiana         | 38 | 8  | 16 | 14 | 34 | 40 | 32 |
| 20.  | Prato            | 38 | 9  | 14 | 15 | 33 | 47 | 32 |

Poznámky
- Z = Odehrané zápasy; V = Vítězství; R = Remízy; P = Prohry; VG = Vstřelené góly; OG = Obdržené góly; B = Body
- za výhru 2 body, za remízu 1 bod, za prohru 0 bodů.
- klub Novara byl za sportovní přestupek potrestán sestupem do Serie C.

|  | Postup do Serie A |
|  | Sestup do Serie C |

## Střelecká listina
| Pořadí | Jméno               | Klub             | Branky |
| ------ | ------------------- | ---------------- | ------ |
| 1.     | Renzo Cappellaro    | Alessandria      | 21     |
| 2.     | Gastone Bean        | Janov            | 20     |
| 3.     | Eddie Firmani       | Janov            | 17     |
| 3.     | Nicola Ciccolo      | Messina          | 17     |
| 5.     | Juan Carlos Morrone | Lazio            | 14     |
| 6.     | Biagio Catalano     | Bari             | 13     |
| 6.     | Guido Postiglione   | Verona           | 13     |
| 6.     | Paolo Mentani       | Novara           | 13     |
| 6.     | Vincenzo Traspedini | Simmenthal-Monza | 13     |
| 10.    | Bruno Cicogna       | Bari             | 12     |
| 10.    | Enrico Pagliari     | Modena           | 12     |